# Chiesa di San Martino (Caprino Veronese)
La chiesa di San Martino è una chiesa cattolica situata a Platano, frazione del comune di Caprino Veronese, in provincia di Verona; è sussidiaria della parrocchiale dei Santi Vito, Modesto e Crescenzia di Pazzon, e fa parte della diocesi di Verona. 

## Storia

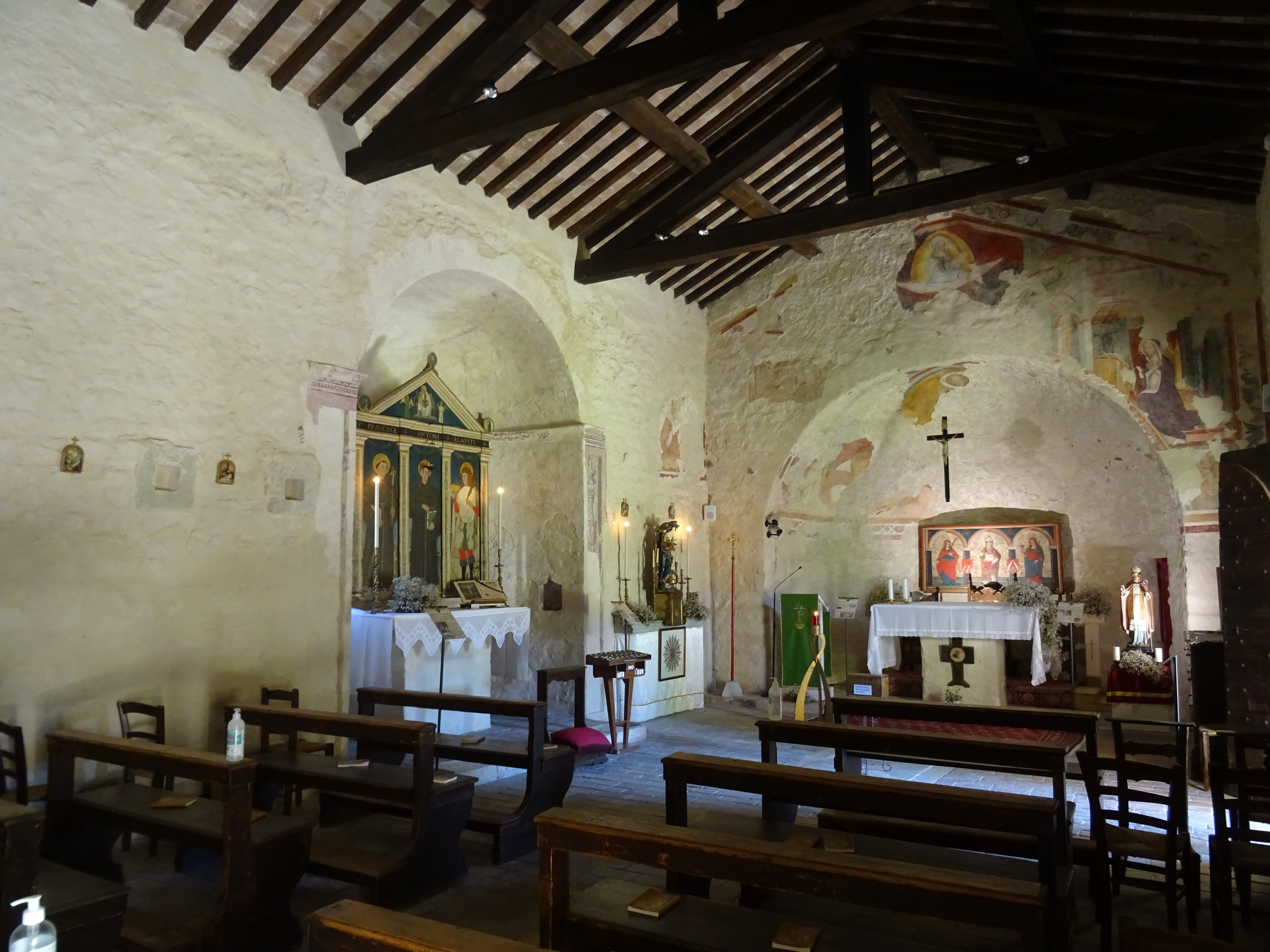
Interno

La data di costruzione di questo luogo di culto è ignota, collocabile probabilmente nel XII secolo, o forse anche più indietro; la prima citazione documentale giunta sino a noi è il verbale di una visita pastorale del 1228, quando è detta cappella soggetta alla pieve di Santa Maria di Caprino. L'edificio venne decorato a più riprese: parte degli affreschi esterni risale a fine Duecento-inizio Trecento, mentre il resto degli affreschi esterni e tutti quelli interni sono del Cinquecento. Entro il 1650 un edificio venne costruito contro la facciata, obliterandola, e nel corso del XVIII secolo venne eretto il campanile.
La chiesa, che nel 1534 era di proprietà della famiglia nobile dei Montagna, passò ai Brenzoni nel 1595; nel frattempo (1568) era stata accorpata alla neonata parrocchia di Pazzon, che ne avrebbe ottenuto anche la proprietà quattro secoli dopo, nel 1950. Il 26 giugno 1913 venne anche designata come patrimonio artistico dal Ministero della Pubblica Istruzione.
La struttura è stata sottosposta a restauro varie volte dal Novecento; prima nel 1913-14, poi nel 1983 (ad opera del Gruppo Alpini di Lubiara), ancora nel 2002 (restauro degli affreschi esterni) e infine nel 2010-11 (restauro degli affreschi interni). L'adeguamento liturgico è stato effettuato gradualmente tra il 1965 e il 2014, recuperando l'altare preconciliare e disponendolo versus populi, e aggiungendo un ambone in pietra. Oltre che essere luogo di culto, la chiesa è anche "museo di sé stessa", ed è sottoposta a costante monitoraggio per la conservazione delle sue opere, con attenzione al microclima dell'interno e manutenzione periodica.

## Descrizione

### Esterno

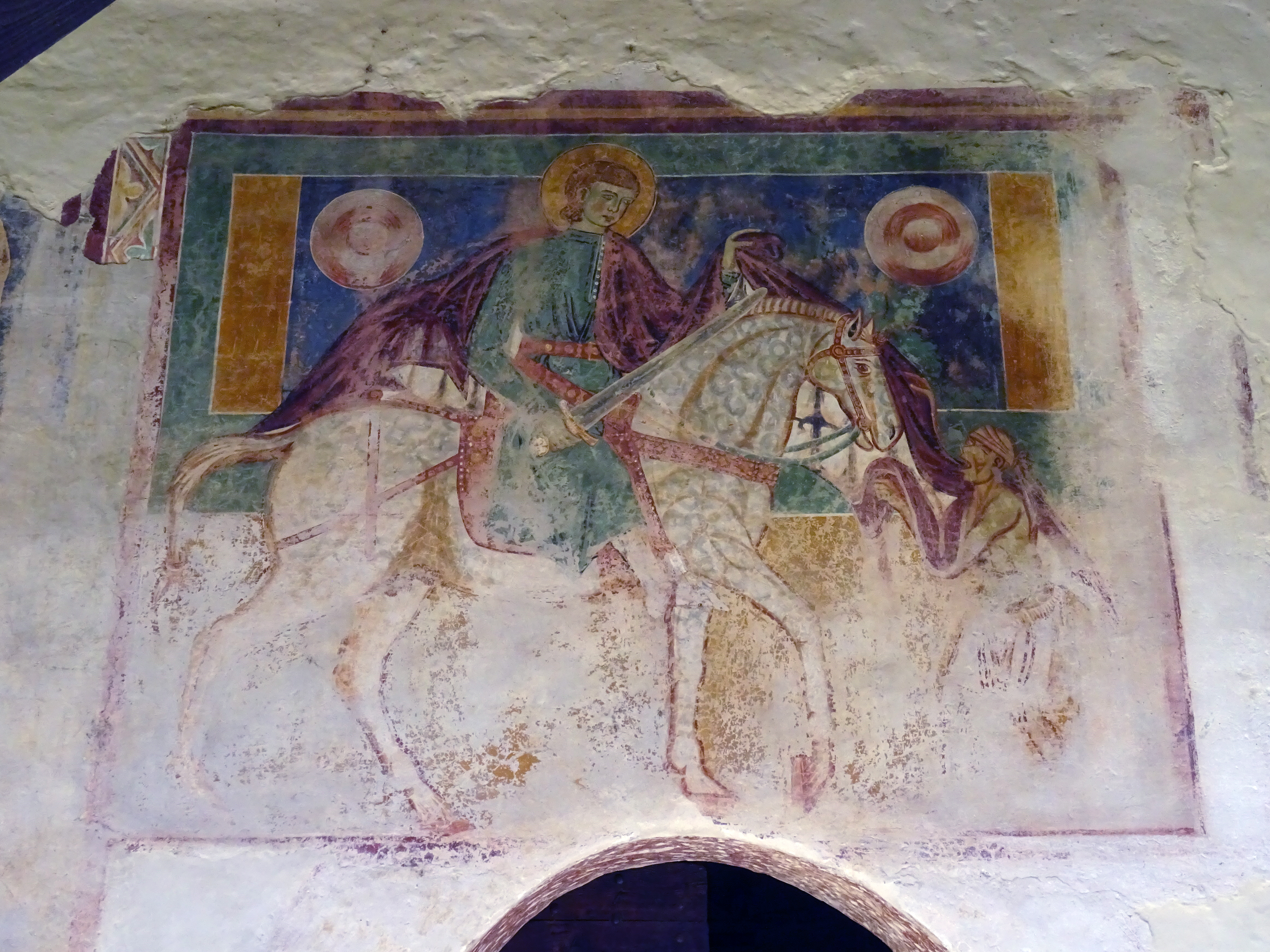
L'affresco di san Martino sotto al portico

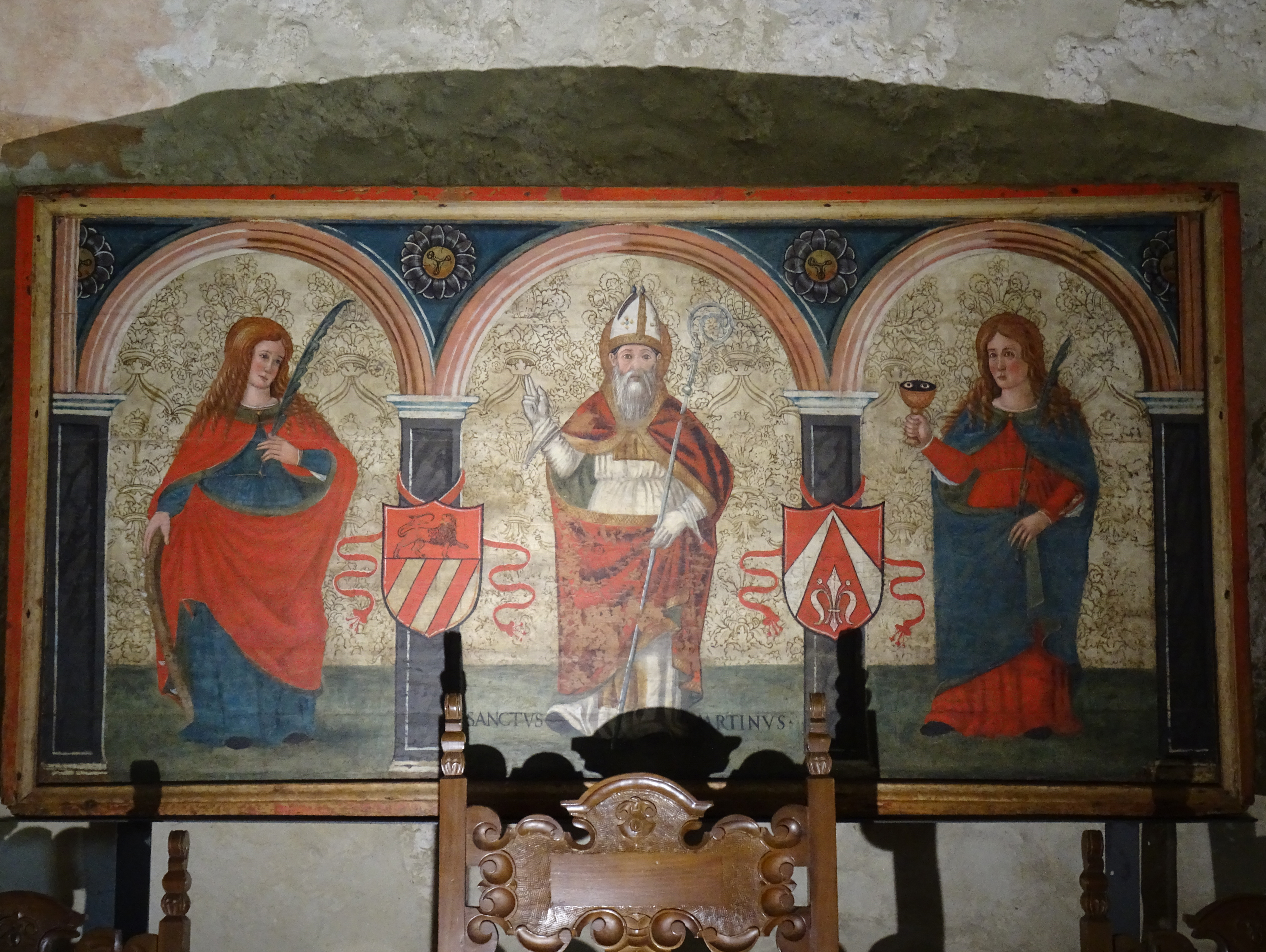
Paliotto raffigurante i santi Caterina d'Alessandria, Martino e Lucia con gli stemmi dei Brenzoni e dei Boldieri

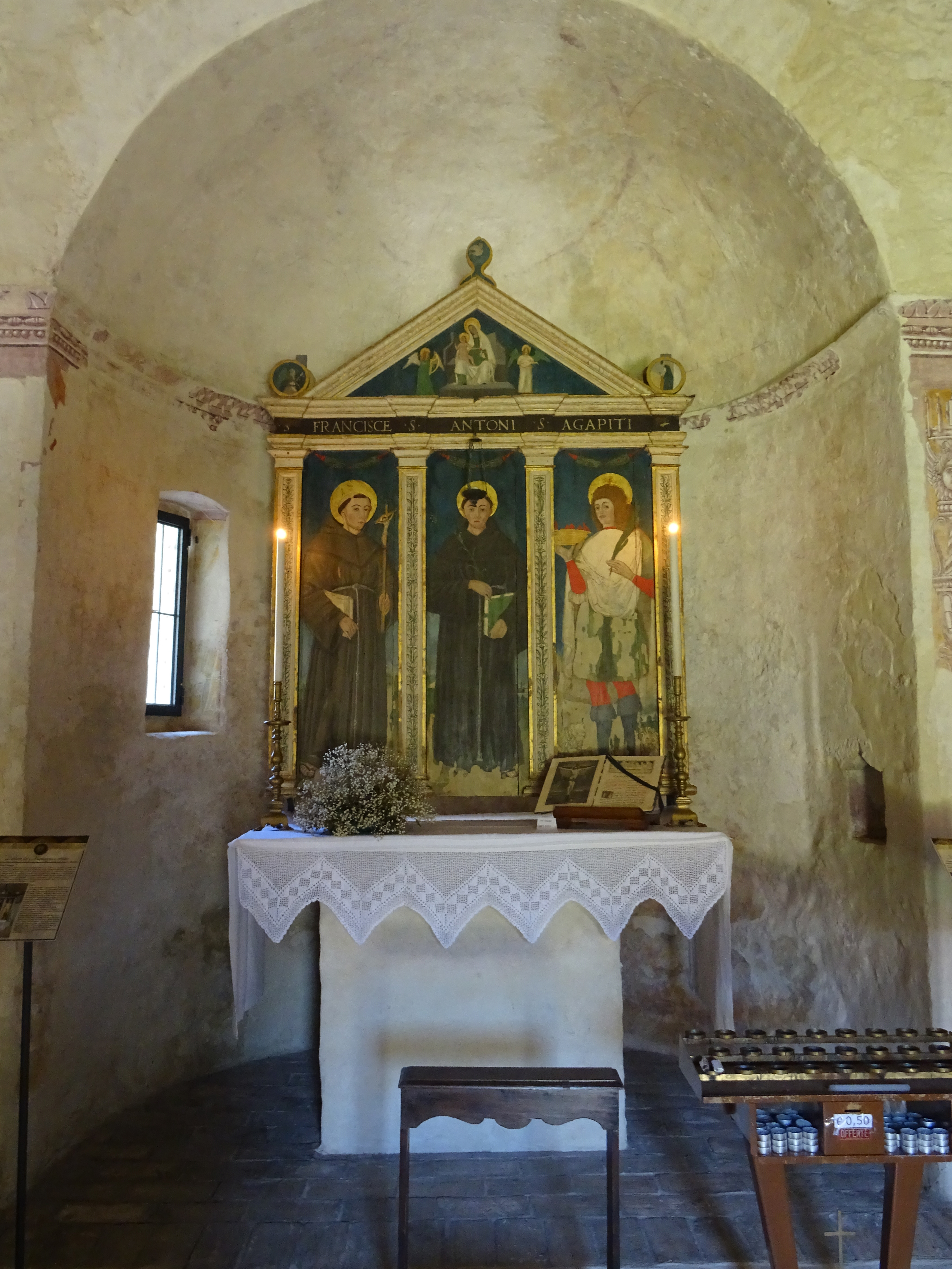
L'altare dei Montagna con il trittico dei santi Antonio di Padova, Francesco e Agapito

La chiesa si presenta al visitatore con il fianco destro (quello verso sud), mentre contro l'originaria facciata a capanna si trova ora addossato un edificio residenziale (in cui, fino a fine Seicento, abitò il cappellano). La fiancata è percorsa da un porticato sostenuto da tre pilastri quadrangolari, ed è preceduta da un piccolo cortile anticamente avente funzione di cimitero, ad uso della contrada di San Martino, caduto in disuso nel corso del Settecento. Sotto al porticato si aprono due portali, uno a tutto sesto (a destra) e l'altro a sesto ribassato (a sinistra), che un tempo dovevano servire all'ingresso separato per gli uomini e le donne, nonché una finestrella a strombo obliquo aperta nel Quattrocento.
Questa parete è decorata da tre affreschi: una raffigurazione di san Martino mentre taglia il suo mantello per donarne metà al povero, eseguita tra la fine del Duecento e l'inizio del Trecento da autore ignoto; un san Cristoforo trecentesco, realizzato nello stesso stile di san Martino (forse dello stesso autore); e infine una Madonna con Bambino tra i santi Sebastiano e Rocco, in parte sovrapposta a san Cristoforo, con un'iscrizione che recita OMNIUM. OPIFICI MDXII: questa venne realizzata nel 1512, probabilmente a seguito dell'epidemia di peste che colpì il Veronese in quegli anni.
Sulla destra, appoggiato al fianco meridionale del presbiterio e stretto sul lato opposto da un altro edificio residenziale, si eleva il campanile; si tratta di una massiccia torre a base quadrata, alta 14,10 metri, con una piccola sagrestia al piano terra, cella campanaria aperta da monofore e cuspide piramidale in pietra. Esso ospita un'unica campana in bronzo, recante le figure della Madonna con Bambino e dei santi Sebastiano, Martino e Antonio di Padova, e la scritta STIPE PIORUM SUPERIOR DIVI MARTINI VICIS DE PAZZONO HOC EXTULIT AES ANNO MDCCXC.

### Interno
L'interno è ad aula unica, con navata larga sei metri e lunga undici, pavimentata con pianelle di cotto (nel pavimento si trova anche la tomba di Marina Brenzoni, morta nel 1657) e con copertura a capanna con travi e capriate a vista; il presbiterio, rialzato di un gradino, è concluso da un'abside semicircolare. Nella parete settentrionale si apre una piccola cappellina absidata, con lacerti di sinopia e dipinti murali e l'unica altra finestrella della chiesa; in questa cappella è collocato l'altare "dei Montagna", commissionato nel 1496 da Antonio Montagna, che ha per pala una tavola lignea raffigurante i santi Antonio di Padova, Francesco d'Assisi e Agapito (il dipinto più antico conservato nella chiesa), una Madonna con Bambino nella cimasa e le tre figure dell'Annunciazione (Maria, Gabriele e lo Spirito Santo) nei riccioli del timpano.
Nel presbiterio si trova il paliotto dell'altare maggiore, datato 1513, che ritrae i santi Martino, Caterina e Lucia: venne realizzato per commemorare un matrimonio tra le famiglie Brenzoni e Boldieri, i cui stemmi appaiono sulle colonnine centrali. In chiesa è conservata anche una cornice lignea tripartita, ornata in alto da una Madonna con Bambino; in origine essa ospitava un trittico dei santi Martino, Sebastiano e Rocco, ora in una collezione privata.
Nella chiesa vi sono anche altri affreschi, databili al tardo XV-inizio XVI secolo, purtroppo assai degradati: in particolare si distinguono un'Annunciazione con Dio Padre sull'arco santo, e nel catino absidale un frammento di mandorla con il volto di Cristo e i simboli di due evangelisti, l'angelo di Matteo e il leone di Marco. In controfacciata è dipinta la figura di un orante, settecentesca e attribuita a Giovanni Ghirlandini.